# 蒙弗朗
蒙弗朗（法語：Montfranc，法語發音：[mɔ̃fʁɑ̃]）是法国阿韦龙省的一个市镇，属于米约区。

## 地理
蒙弗朗（43°50'36"N, 2°34'3"E）面积6.2 平方千米，位于法国奧克西塔尼大區阿韦龙省，该省份为法国南部内陆省份，位于法國中央高原南部，北起顺时针与康塔爾省、洛泽尔省、加尔省、埃罗省、塔恩省、塔恩-加龙省和洛特省接壤。
与蒙弗朗接壤的市镇（或旧市镇、城区）包括：普斯托米、勒马斯诺-马叙吉耶斯、马萨尔、米奥勒。

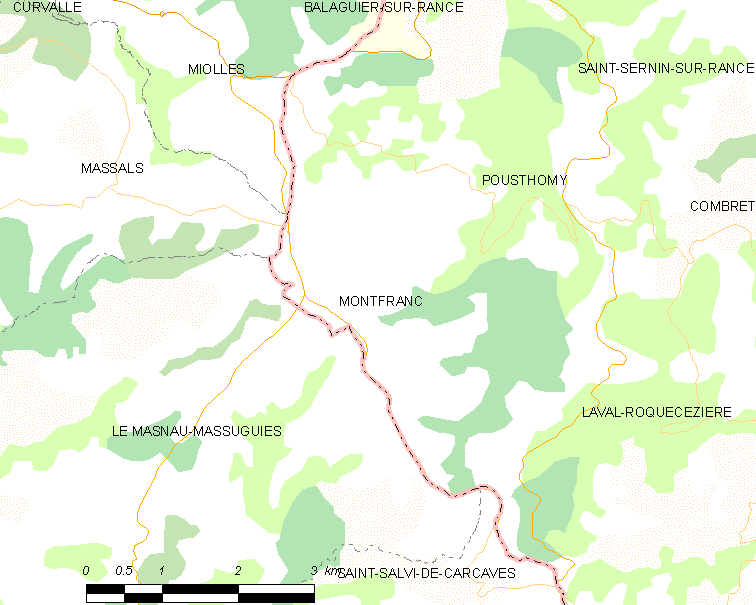
蒙弗朗的OSM定位图

蒙弗朗的时区为UTC+01:00、UTC+02:00（夏令时）。

## 行政
蒙弗朗的邮政编码为12380，INSEE市镇编码为12152。

## 政治
蒙弗朗所属的省级选区为科斯-鲁日耶县。

## 人口

1962-2008年间蒙弗朗人口变化图示

蒙弗朗于2022年1月1日时的人口数量为130人。